# رایان لوید
رایان لوید (انگلیسی: Ryan Lloyd؛ زادهٔ ۱ فوریهٔ ۱۹۹۴) بازیکن فوتبال اهل بریتانیا است.
از باشگاه‌هایی که در آن بازی کرده‌است می‌توان به باشگاه فوتبال چستر، باشگاه فوتبال پورت ویل، باشگاه فوتبال تاموورث، و باشگاه فوتبال مکلسفیلد تاون اشاره کرد.